# イギリス領モーリシャス

イギリス領モーリシャス
British Mauritius (英語)

国の標語: Stella Clavisque Maris Indici（ラテン語）
インド洋の星と鍵であれ国歌: God Save the King（英語）
国王陛下万歳（1810年-1837年、1901年-1952年）
God Save the Queen（英語）
女王陛下万歳（1837年-1901年、1952年-1968年）
この図にはチャゴス諸島が含まれていない。

周辺地図

イギリス領モーリシャス（英語: British Mauritius）は、アフリカ東方のインド洋上にあったイギリスの植民地である。
主に現在のモーリシャス共和国にあたり、セーシェルやチャゴス諸島など近隣の島々を含んだ時代もあった。

## 歴史
ナポレオン戦争中の1810年12月3日、フランスに領有されていたモーリシャス（フランス領フランス島）は、イギリスによって占領される。
1814年5月30日のパリ条約によってイギリス領としての地位が確定し、旧名のモーリシャスに戻された。
英国の行政が始まり、急速な社会的・経済的変化が続いた。
最大の変化は1835年2月1日の奴隷制度の廃止だった。
この時、フランス領の時代からアフリカからの輸入があったため損失として200万ポンドの補償金を支払った。
チャゴス諸島と併せて統治されていたが、独立直前の1965年11月に分離し、チャゴス諸島の住人約1800人はモーリシャス諸島に強制移住された。
1968年3月12日に英連邦王国として独立し、モーリシャスとなった。
なおモーリシャス労働党はこの時代(1936年)に設立されたものである。
首都はポートルイスで、人口は51万6556人(1952年)、70万1016人(1962年)、面積は2103.17km²だった。